# 大津警察署 (熊本県)
大津警察署（おおづけいさつしょ）は、熊本県警察所管の警察署である。

## 所管区域
- 菊池郡
  - 大津町（除く阿蘇くまもと空港敷地内、後述）
  - 菊陽町（同上）

※前述のとおり熊本空港に係る区域については熊本東警察署の管轄。
- 阿蘇郡
  - 西原村

## 所在地
- 熊本県菊池郡大津町大字室676番地
- 国道57号（通称「大津バイパス」）沿い
- 肥後大津駅から徒歩16分

## 交番・駐在所

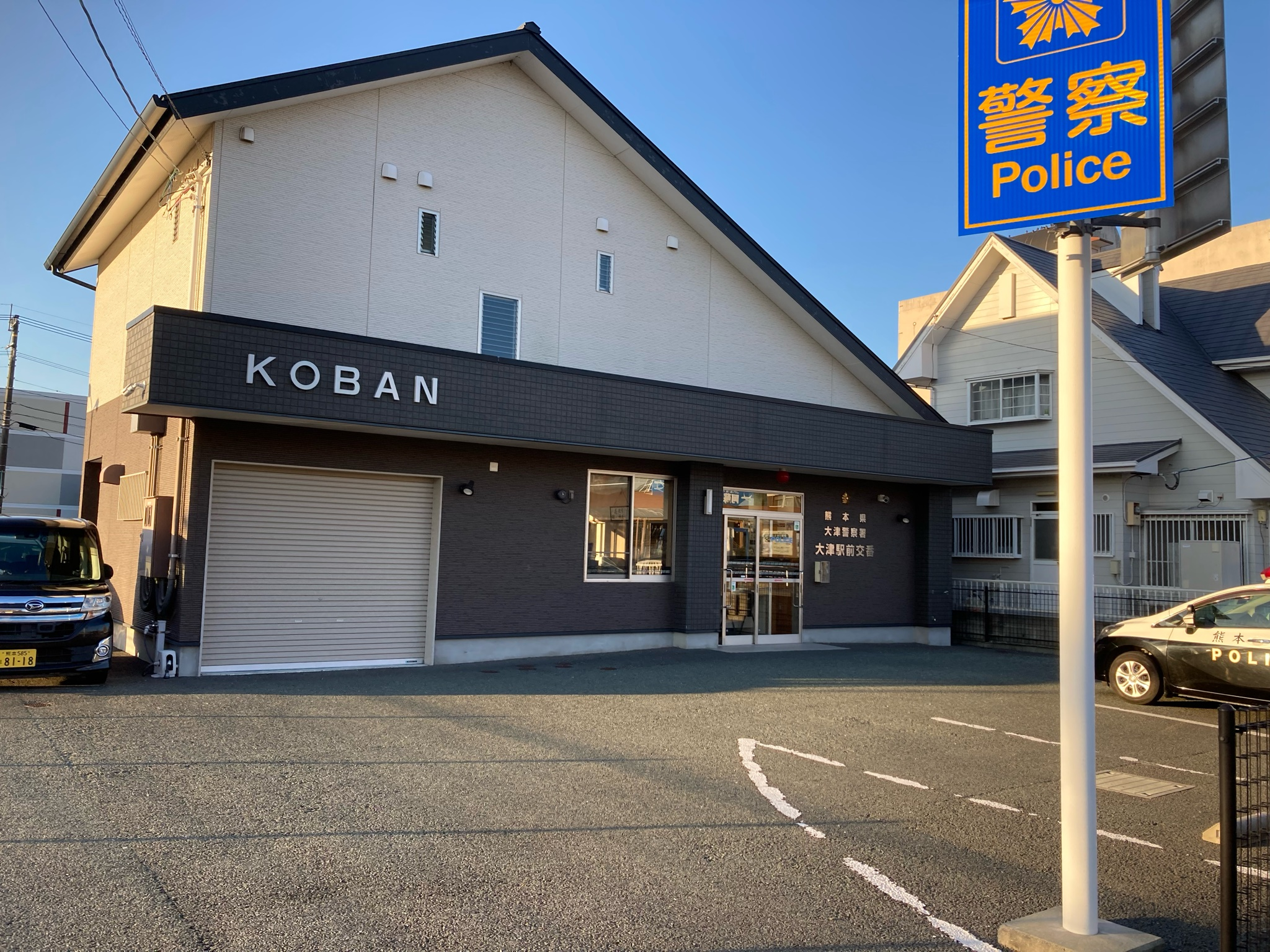
大津駅前交番
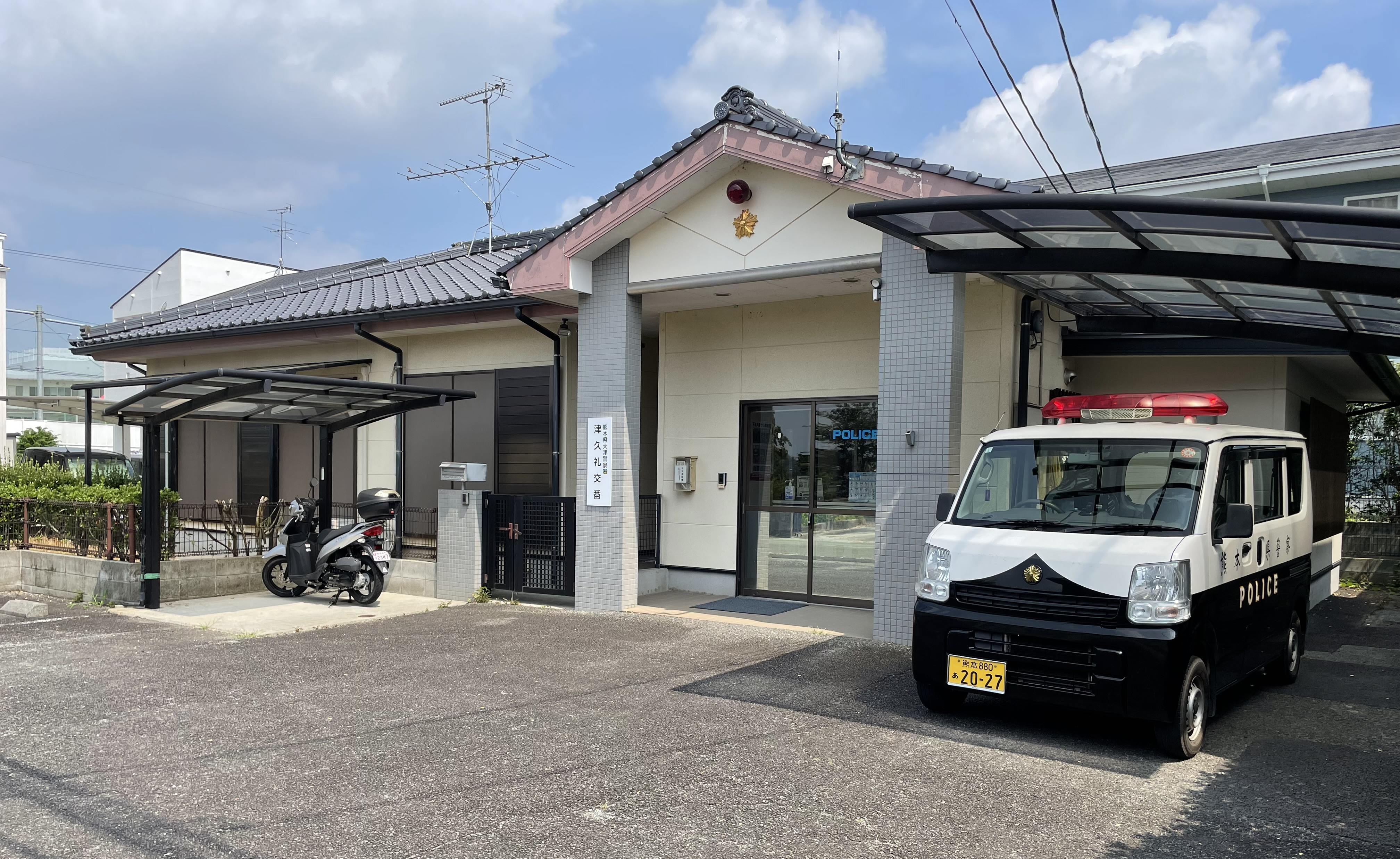
津久礼交番

| 名称         | 読み           | 所在地                       |
| ------------ | -------------- | ---------------------------- |
| 大津駅前交番 | おおづえきまえ | 菊池郡大津町大字室132-8      |
| 光の森交番   | ひかりのもり   | 菊池郡菊陽町光の森七丁目15-5 |
| 津久礼交番   | つくれ         | 菊池郡菊陽町大字津久礼880-3  |
| 杉水駐在所   | すぎみず       | 菊池郡大津町大字杉水3133-2   |
| 西原駐在所   | にしはら       | 阿蘇郡西原村大字小森583      |

- 大津駅前交番
- 津久礼交番

## 関連リンク
- 熊本県警察